# Echinodoryctes lawrencei
Echinodoryctes lawrencei är en stekelart som beskrevs av Belokobylskij, Iqbal och Austin 2004. Echinodoryctes lawrencei ingår i släktet Echinodoryctes och familjen bracksteklar. Inga underarter finns listade i Catalogue of Life.